# Lidija Iwanowna Charlemagne
Lidija Iwanowna Charlemagne, auch Charlemagne-Nowossad (russisch Лидия Ивановна Шарлемань Lidija Iwanowna Scharleman, Шарлемань-Новосад Scharleman-Nowossad; * 31. Märzjul. / 13. April 1915greg. in Petrograd, Russisches Kaiserreich; † 1963 in Leningrad, Sowjetunion), war eine russisch-sowjetische Malerin.

## Leben
Charlemagne, Großnichte Adolf Iossifowitsch Charlemagnes, verlor im Alter von fünf Jahren ihre Eltern Iwan Adolfowitsch Charlemagne und Alexandra Sergejewna im Russischen Bürgerkrieg. Sie wurde mit ihren beiden Schwestern in ein Kinderheim in Wladikawkas eingewiesen. 1921 wurde Charlemagne von der Familie Nowossad aus Wladikawkas aufgenommen. Ihr Pflegevater Iwan Timofejewitsch Nowossad arbeitete als Buchhalter, während seine Frau Jelena Wassiljewna Hausfrau war.
Nach dem Abschluss ihres Schulbesuchs 1930 verließ Charlemagne ihre Pflegeeltern und ging nach Noworossijsk. Dort arbeitete sie zunächst in einer Zementfabrik und dann zwei Jahre im Stalin-Kolchos. 1932 absolvierte sie die einjährige Ausbildung an der Marineschule in der Abteilung für Elektromechanik und arbeitete dann als Elektromonteurin.
1934 stellte Charlemagne fest, dass sie die Nichte Iossif Adolfowitsch Charlemagnes und die Großnichte Adolf Iossifowitsch Charlemagnes war. Ihr Onkel Iossif Adolfowitsch Charlemagne war Professor an der Akademie der Künste Georgiens in Tiflis, zu dem sie nun hinreiste. Sie studierte zwei Jahre lang an der Grafik-Fakultät der Akademie der Künste, wobei sie ihre außerordentlichen Fähigkeiten und ihre Ausdauer bewies.
1938 ging Charlemagne nach Moskau und studierte an der Malerei-Fakultät des Surikow-Kunstinstituts. Nach dem Beginn des Deutsch-Sowjetischen Krieges 1941 wurde sie nach Borowskoje im Qostanai-Gebiet und nach einem Jahr nach Samarkand evakuiert, wo sich ihr evakuiertes Institut befand. Nach der Geburt ihres Kindes in Samarkand trennte sie sich von ihrem ersten Mann und heiratete den Leningrader Maler und Hochschullehrer Alexander Adolfowitsch Debler. 1944 wurde sie aufgrund der veränderten Familiensituation zum Leningrader Repin-Institut für Malerei, Bildhauerei und Architektur versetzt, wo sie ihr Studium 1948 in der Werkstatt Boris Wladimirowitsch Iogansons mit ihrer Diplomarbeit Der Chirurg Pirogow vor der Operation als Künstlerin der Malerei abschloss.
1948 wurde Charlemagne in die Leningrader Union der Künstler aufgenommen. Seitdem stellt sie ihre Arbeiten auf Ausstellungen zusammen mit den führenden Leningrader Künstlern aus. Zu ihren Werken gehörten Genrebilder, Porträts, Landschaftsbilder und Stillleben. Besonders bekannt ist ihr Porträt Sergei Alexandrowitsch Jessenins. Zu nennen sind auch Die Schülerin aus Pereslawl uns das Porträt des alten Bolschewiken P. J. Lebedew (1958) sowie Die Brigade der Schlosser-Monteure der Fabrik Krassny Wyborschez und W. I. Lenin und A. M. Gorki in Gorki (1961). Charlemagnes Werke befinden sich in Museen und Privatsammlungen im In- und Ausland.